# Pitten
Pitten è un comune austriaco di 2 602 abitanti nel distretto di Neunkirchen, in Bassa Austria; ha lo status di comune mercato (Marktgemeinde).

## Monumenti e luoghi d'interesse
- Castello di Pitten